# Cipriano de Rore
Cipriano de Rore o Cypriano de Rore (1515 / 1516-septiembre de 1565) fue un compositor y maestro de música flamenco del período renacentista, representante central de la generación de compositores francoflamencos posteriores a Josquin des Prés. Trabajó parte de su vida en Italia y fue uno de los creadores del estilo de música del Renacimiento tardío en ese país, así como uno de los más prominentes compositores de madrigales.

## Biografía
Las últimas investigaciones han situado su nacimiento en Ronse (Renaix), ciudad de Flandes, alrededor de 1515 o 1516. Entre las distintas versiones sobre su juventud, se cree que conoció a Margarita de Parma, quien en 1533 viajó a Nápoles para integrarse a la familia Médici. Rore parece haberla acompañado, recibiendo alguna educación en Italia. También se piensa que recibió educación musical en Amberes y que posiblemente estudió en Venecia con Adrian Willaert, padre de la escuela veneciana de música, donde fue cantor de Capilla en San Marcos. 
En 1542 estuvo en Brescia, donde probablemente permaneció hasta 1546; es en este período cuando empieza a adquirir fama como compositor, publicando un libro de madrigales y dos de motetes, que son muy recordados. 
En 1547 entra al servicio del Duque Hércules II de Este en Ferrara como maestro de coro. Uno de sus alumnos allí fue Giaches de Wert y otro Luzzasco Luzzaschi, el líder de lo que fue una de las vanguardias musicales más importantes en el Renacimiento tardío italiano. 
Cuando el duque muere en 1559, Rore ofrece sus servicios a su sucesor Alfonso, pero el nuevo duque lo rechaza y elige como maestro de coro a Francesco dalla Viola.
Desde 1560 hasta 1563, Rore trabajó para Margarita de Parma en Bruselas y para su marido, Ottavio Farnese, duque de Parma. En 1562 fue nombrado maestro de coro en la Basílica de San Marcos de Venecia, pero renuncia en 1564 y vuelve a Parma, donde muere.

## Obra musical
Aunque Rore es principalmente conocido por sus madrigales italianos, fue también un prolífico compositor de música sacra, misas y motetes. Su punto de referencia fue Josquin Des Prés, sobre el que desarrolló muchas de sus técnicas de composición. Además de cinco Misas, escribió alrededor de 80 motetes, varios salmos, motetes seculares y una serie sobre la Pasión según San Juan. Rore compuso también motetes seculares en latín, mixtura relativamente inusual en el siglo XVI. Estilísticamente, estos motetes son similares a sus madrigales.
Obviamente, fue un compositor de madrigales ante todo. Fue por lejos el madrigalista más influyente a mediados del siglo XVI. Escribió un total de 10 libros de madrigales, publicados entre 1542 y 1565. La mayoría son para cuatro o cinco voces, aunque existe uno para seis y otro para ocho. El carácter de estas obras tiende a la seriedad, especialmente en contraste con la liviandad de los primeros madrigalistas, como Jacques Arcadelt o Philippe Verdelot. 
Además Rore experimentó con la música cromática, que empezaba a ser una tendencia. Fue un sofisticado maestro del contrapunto y usó las técnicas del canon musical, de la imitación musical y, por supuesto, los recursos de la polifonía. La influencia del estilo de Rore es evidente en la obra de Orlando di Lasso, Palestrina, Philippe de Monte e incluso más tarde en la de Claudio Monteverdi. De acuerdo con Alfred Einstein, quien escribió en "The Italian Madrigal" (1949)ː
"El verdadero sucesor de Rore fue Monteverdi. Rore posee la llave del profundo desarrollo del madrigal italiano después de 1550"